# Illír uralkodók listája

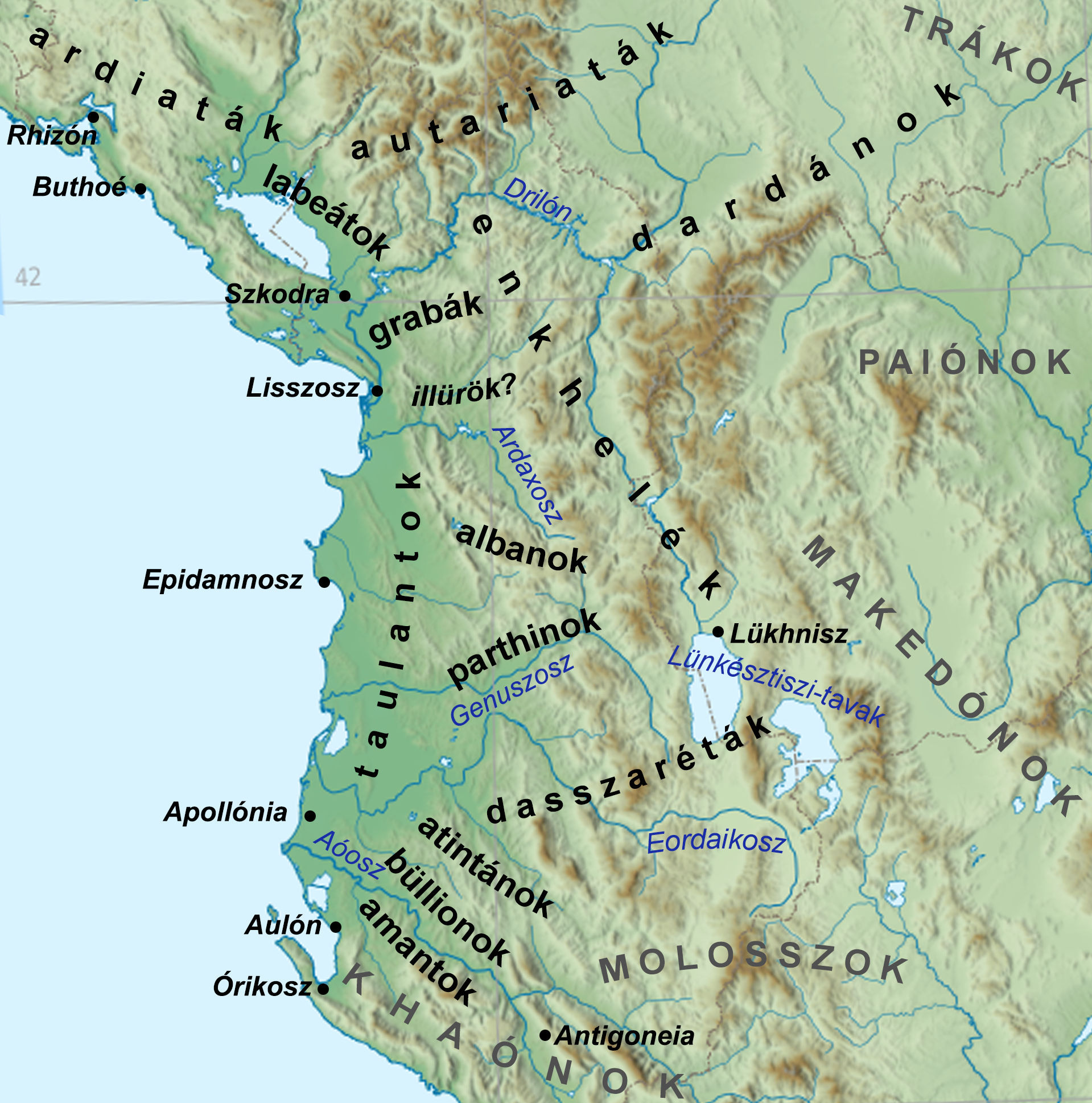
A dél-illíriai Illír Királyság jelentősebb törzseinek hozzávetőleges szállásterülete és szomszédaik az században.

Az ókori, hellenisztikus Illíria területén több regionális hatalmi központ létezett egymással párhuzamosan. Lakóik többnyire illírek voltak, de éltek mellettük görögök, epiróták, dardánok, trák és kelta népességelemek is. I. e. 229-ben a Római Birodalom megkezdte az addig autonóm illír területek meghódítását.

## Az Illír Királyság uralkodói
Az Illír Királyság voltaképpen több regionális királyság föderatív államalakulata volt, amelynek fejét a többi királyon felülkerekedő taulant, ardiata stb. uralkodó adta. Testvérháborúkkal terhes időszakokban a királyságnak egyszerre akár több uralkodója is lehetett. Az ókori források csak szórványosan említik az illír uralkodókat, ezért az alábbi táblázatban külön oszlopban látható az egyes uralkodóknak a klasszikus történeti munkák alapján behatárolható, illetve a 20–21. századi történészek által rekonstruált uralkodási időtartama.
| Uralkodó                                                                                    | Uralkodásának forrásolható időpontja  | Uralkodásának rekonstruált időpontja | Megjegyzések |
| ------------------------------------------------------------------------------------------- | ------------------------------------- | ------------------------------------ | --- |
| Az i. e. 430-as évektől feltételezett Illír Királyság ismeretlen királyok uralkodása alatt. |                                       |                                      | |
| Bardülisz                                                                                   | i. e. 358                             | i. e. 393 előtt – i. e. 358 után     | Az Illír Királyság első név szerint ismert uralkodója, a feltételezések szerint enkhele, dardán vagy dasszaréta származású. Hatalmi központja a Lünkésztiszi-tavak környékén volt, az uralma alatt álló dél-illíriai törzsek mellett függőségében voltak Épeirosz és Makedónia egyes területei is. A II. Philipposz makedón király ellen elvesztett i. e. 358. évi Erigón-völgyi csata után – valószínűleg Dasszarétiába visszaszorult – királysága Makedónia kliensállama lett.                                       |
| Grabosz                                                                                     | i. e. 356                             | i. e. 358 ? – i. e. 356 k.           | Feltehetően a graba törzshöz tartozott. Rövid uralkodása során részese volt egy Makedónia-ellenes szövetségnek, de i. e. 356-ban II. Philipposz makedón király serege megsemmisítő vereséget mért rá. |
| Pleuratosz/Pleuriasz                                                                        | i. e. 345/342 – i. e. 337 (Pleuriasz) | i. e. 356 k. ? – i. e. 335 ?         | Bizonytalan leszármazású uralkodó, a legelfogadottabb elméletek szerint az ardiaták korai királya vagy a taulant ház dinasztiaalapítója volt. Uralkodásának körülményei bizonytalanok, egyedül a makedónok ellen elvesztett, i. e. 345/342 körüli csata kapcsán említik a források, valamint az i. e. 337-es újabb makedón–illír háború Pleuriasz nevű királyát is vele azonosítják. |
| Glaukiasz                                                                                   |                                       | i. e. 335 – i. e. 302                | Taulant király, egyes feltevések szerint Pleuratosz fia. |
| II. Bardülisz                                                                               |                                       | i. e. 295 k. ? – i. e. 290 k. ?      | Bardülisz unokája, Kleitosz dasszaréta király fia. Az i. e. 220-as években visszaszerezte uralmát Dasszarétia felett, majd I. Pürrhosz apósa, végül pedig – vélhetően veje segítségével – az illírek királya lett. |
| Monuniosz                                                                                   | –                                     | i. e. 290 k. ? – i. e. 270 k. ?      | Esetleg II. Bardülisz fia. A taulant partvidék uralkodója, dardán királyként való azonosítása kétséges. |
| Mütilosz                                                                                    | –                                     | i. e. 270 k. ? – i. e. 260 k. ?      | Feltehetően Monuniosz fia. A taulant partvidék uralkodója, dardán királyként való azonosítása kétséges. |
| II. Pleuratosz                                                                              |                                       | i. e. 260 k. ? – i. e. 250 k. ?      | Az első ardiata király. Esetleg Mütilosz fia vagy veje. |
| Agrón                                                                                       | i. e. 231                             | i. e. 250 k. ? – i. e. 231           | II. Pleuratosz fia, ardiata király. |
| Pinnész                                                                                     | i. e. 231 – i. e. 217                 | i. e. 231 – i. e. 217 ?              | Agrón és Triteuta fia, ardiata király. I. e. 231 és 227 között régensként de facto Agrón özvegye és Pinnész mostohaanyja, Teuta királyné, i. e. 227 és 219 között Pinnész mostohaapja, Pharoszi Démétriosz uralkodott. |
| Szkerdilaidasz                                                                              | i. e. 212 – i. e. 208                 | i. e. 217 ? – i. e. 208/205          | II. Pleuratosz fia, Agrón öccse, Pinnész nagybátyja, ardiata király. Korábban Teuta hadvezére, majd Pharoszi Démétriosz szövetségese. Uralkodását római orientáció és makedónellenesség jellemezte. Az első római–makedón háború (i. e. 214–205) elején országának nagy részét Makedónia szállta meg, de a későbbi években – vélhetően i. e. 212-től fia, III. Pleuratosz társuralkodójaként – több területet visszahódított.                                                                                          |
| III. Pleuratosz                                                                             | i. e. 212 – i. e. 189                 | i. e. 212 ? – i. e. 189/181          | Szkerdilaidasz fia, ardiata király. Feltételezhetően i. e. 212-től apja mellett az Illír Királyság társuralkodója, majd annak i. e. 208/205 között bekövetkezett halála után egyeduralkodója. Apjával Róma oldalán harcolt az első római–makedón háborúban, majd Rómát támogatta a második római–makedón háborúban is. Róma-hűségének és északi hódításainak köszönhetően uralkodása alatt érte el az Illír Királyság legnagyobb kiterjedését.                                                                         |
| Genthiosz                                                                                   | i. e. 181 – i. e. 168. február        | i. e. 189/181 – i. e. 168. február   | III. Pleuratosz fia, ardiata király. Elődei Róma-barát politikájával szakítva visszatért a kalózkodás gyakorlatához, országát központosító törekvésekkel megerősítette, flottáját és hadseregét fejlesztette. A makedón Perszeusz királlyal szövetkezve i. e. 168 januárjában háborúba lépett Rómával, az egy hónapig sem tartó harmadik római–illír háború megsemmisítő vereségével, az Illír Királyság megszűnésével és római fennhatóság alá kerülésével végződött. Itáliai száműzetésben élte le hátra lévő éveit. |
|                                                                                             | i. e. 168. február                    | i. e. 168. február                   | Az Illír Királyság megszűnése. |

## Dasszarétia uralkodói
Bardülisz illír király és utódai a II. Philipposz makedón király ellen elvesztett i. e. 358. évi Erigón-völgyi csatát követő békekötés értelmében makedón függésben uralkodtak Dasszarétia felett.
| Uralkodó      | Uralkodásának forrásolható időpontja | Uralkodásának rekonstruált időpontja | Megjegyzések |
| ------------- | ------------------------------------ | ------------------------------------ | --- |
| Bardülisz     | –                                    | i. e. 358 körül                      | I. e. 358-ig illír király. |
| Kleitosz      | i. e. 335                            | i. e. 358 után – 335                 | Bardülisz fia. A makedón fennhatóság elleni lázadása, az i. e. 335. évi vesztes pélioni csata egyúttal klienskirályságának végét is jelentette.                                               |
| II. Bardülisz | –                                    | i. e. 325 körül ? – 290 körül ?      | Kleitosz fia. Az i. e. 320-as években visszaszerezte uralmát Dasszarétia felett, majd I. Pürrhosz apósa, végül pedig – vélhetően veje segítségével – i. e. 295 körül az illírek királya lett. |

## A Dardán Királyság uralkodói
A Dardán Királyság az i. e. 4. század második felében lépett a történelem színpadára, és a következő évszázadokra a szomszédos Makedónia kérlelhetetlen ellensége lett. Az ókori szerzők nem nevezték meg az első dardán uralkodókat. Az utókor sokáig tévesen Monuniosz illír királyt, és utódját, Mütiloszt tartotta számon a királyság korai uralkodói között. Ezt a feltételezést azonban sem a források, sem a régészettudomány eredményei nem támasztják alá. Bár hipotézisok ismertek arról, hogy az első névről is ismert illír király, Bardülisz dardán lehetett, az első név szerint ismert, és bizonyítottan dardán uralkodó Longarosz volt.
| Uralkodó  | Időpont                     | Megjegyzések                                                                                           |
| --------- | --------------------------- | --- |
| …         |                             | Az i. e. 4. század második felétől forrásolható Dardán Királyság ismeretlen királyok uralkodása alatt. |
| Longarosz | i. e. 231 előtt – 206 körül | Az első név szerint ismert dardán király.                                                              |
| Baton     | i. e. 206 körül – 176 előtt | Longarosz fia.                                                                                         |
| Monuniosz |                             | Longarosz fia, Baton fivére, Genthiosz illír király apósa.                                             |

## Egyéb illír dinaszták
| Uralkodó                  | Időpont                      | Illír törzs | Megjegyzések |
| ------------------------- | ---------------------------- | ----------- | --- |
| Epidamnosz és Dürrhakhosz | i. e. 7. század              | ?           | Appianosz őrizte meg a barbár király és unokája történetét. A monda szerint a nagyapa Epidamnosz alapította Epidamnosz városát, unokája, Dürrhakhosz pedig a város kikötőjét.                      |
| Galaurosz                 | i. e. 7. század vége         | taulant     | Polüainosz által említett, a makedónok ellen harcoló korai taulant uralkodó. |
| Grabosz                   | i. e. 440–415 között         | ?           | Töredékes feliratból ismert név, akinek sem illír mivoltát, sem királyi címét nem említi a felirat, de Pierre Cabanes korai illír uralkodónak, Grabosz király nagyapjának tartja.                  |
| Szabülinthosz             | i. e. 429                    | atintán?    | A molossz–atintán katonai szövetség régense, Pierre Cabanes felvetése alapján talán atintán király.                                                                                                |
| Szirrhasz                 | i. e. 423 és 400/399 között. | ?           | Arrhabaiosz lünkésztiszi király veje, a kutatók többsége szerint maga is lünkésztiszi dinaszta, de egyes elméletek illír uralkodónak, Bardülisz király elődjének tartják.                          |
| Ioniosz                   | i. e. 3. század közepe       | dalmata?    | I. e. 4. századi isszai veretek előlapjáról ismert személy, egyes feltevések szerint Issza görög gyarmatosítás előtti illír uralkodója, esetleg helyben tisztelt istenség.                         |
| Pleuriasz                 | i. e. 337                    | autariata?  | II. Philipposz makedón király viselt hadat ellene i. e. 337-ben. A kutatók többsége Pleuratosz illír királlyal azonosítja, de N. G. L. Hammond elmélete szerint egy autariata uralkodóról van szó. |
| Ballaiosz                 | i. e. 168 után               | rhizónita?  | A történeti forrásokban említés nélküli, csupán jelentős mennyiségben előkerült pénzérméiről ismert regionális uralkodó. Érmekincse főleg Rhizón és Pharosz környékéről ismert.                    |
| Mosztisz                  | i. e. 2. század ?            | ?           | Kisszámú érméjéről ismert illír uralkodó. |